# Pteronisis provocatoris
Pteronisis provocatoris is een zachte koraalsoort uit de familie Isididae. De koraalsoort komt uit het geslacht Pteronisis. Pteronisis provocatoris werd in 1987 voor het eerst wetenschappelijk beschreven door Bayer & Stefani. 